# Thennes
Thennes là một xã ở tỉnh Somme, vùng Hauts-de-France, Pháp.

## Địa lý
Thị trấn này có cự ly khoảng 12 dặm Anh về phía đông nam của Amiens, trên đường D11a và giáp sông Luce về phía bắc và tây bắc, phía tây là sông Avre

## Dân số
| 1962                                                  | 1968 | 1975 | 1982 | 1990 | 1999 | 2007 |
| ----------------------------------------------------- | ---- | ---- | ---- | ---- | ---- | ---- |
| 195                                                   | 218  | 256  | 298  | 338  | 355  | 432  |
| Số liệu dân số từ năm 1962, dân số không tính hai lần |      |      |      |      |      |      |